# Сейфуллінський сільський округ (Сирдар'їнський район)
Сейфу́ллінський сільський округ (каз. Сейфуллин ауылдық округі, рос. Сейфуллинский сельский округ) — адміністративна одиниця у складі Сирдар'їнського району Кизилординської області Казахстану. Адміністративний центр та єдиний населений пункт — село Сейфуллін.
Населення — 1664 особи (2021; 1600 у 2009, 1628 у 1999, 1581 у 1989).
Станом на 1989 рік існувала Сейфуллінська сільська рада (село Сейфулліна).